# سندرم آنتلی–بیکسلر
سندرم آنتلی–بیکسلر (Antley–Bixler syndrome) یا لانواسترولوزیس (Lanosterolosis) که سندرم تراپزوئیدوسفالی-سینوستوز
(trapezoidocephaly-synostosis syndrome) هم خوانده می‌شود، نوعی بیماری است که ناشی از اختلال در متابولیسم استرول می‌باشد.

## علائم بالینی
سندرمی همراه با ناهنجاریهای مادرزادی متعدد و ناهنجاریهای اندام از جمله هیپوپلازی اندام‌ها، تغییر شکل ظاهری جمجمه مانند براکی سفالی و صورت و در بعضی از مبتلایان همراه با ابهام جنسی است.

## نقص بیوشیمی
نقص در POR (فلاوپروتئینی است که به همه اکسیدوردوکتازهای P450 نظیر ۳ بتا هیدروکسی استرول ۱۴ آلفا دمتیلاز، الکترون می‌دهد).

## توارث ژنتیکی
هتروژنتیکی است ولی بیشتر موارد اتوزومال مغلوب و گاه موتاسیون جدید هستند.

## میزان بروز
ناشناخته.

## روش تشخیص
- استرولهای پلاسما: لانواسترول و دی هیدرولانواسترول بالا.
- در فیبروبلاستها: لانواسترول و دی هیدرولانواسترول بالا.

## درمان
ناشناخته.

## آزمون تشخیص قبل از تولد
ندارد.